# Saprosma latifolia
Saprosma latifolia är en måreväxtart som beskrevs av William Grant Craib. Saprosma latifolia ingår i släktet Saprosma och familjen måreväxter.
Artens utbredningsområde är Thailand. Inga underarter finns listade i Catalogue of Life.